# Poceluj Meri Pikford
Poceluj Meri Pikford (in cirillico Поцелуй Мэри Пикфорд) è un film muto del 1927 diretto da Sergei Komarov.
Il "bacio di Mary Pickford" del titolo è quello che l'inconsapevole attrice statunitense - durante la sua tournée nell'Unione Sovietica - concederà a un suo supposto ammiratore, scatenando il delirio delle fan russe che, per poter almeno toccare il fortunato mortale o solo per restargli vicine, lo assedieranno senza tregua.

## Trama
Goga fa la maschera in un cinema moscovita ed è innamorato della graziosa Duzya Galkina. La ragazza però sogna non solo di diventare attrice, ma anche un principe azzurro che lei identifica nel divo per eccellenza, Douglas Fairbanks. Così impone a Goga, se vuole poterla corteggiare, di diventare famoso anche lui. Il giovanotto cerca di ottemperare ai desideri della sua bella, anche se non riesce a capire quale possa essere il fascino del baffuto attore statunitense il cui unico pregio, secondo lui, è solo quello di avere una bella chiostra di denti da esibire sempre a sproposito e di saltare e ballare come uno scemo.
Mentre Goga si sottopone alle prove più stravaganti per conquistare la fama che gli aprirà il cuore di Duzya, in Unione Sovietica arriva la celebre coppia di attori statunitensi formata da Mary Pickford e il marito Douglas Fairbanks. A Mosca, ci si prepara per la visita degli illustri viaggiatori. Arrivati in treno, i due salutano la folla festante che invade le strade della città al passaggio del corteo di auto. Intanto Goga si trova ancora nel teatro dove sono attesi gli ospiti e in cui si era recato per poter dimostrare le sue doti di attore. Mary e Doug si esibiscono per il pubblico adorante e, davanti ai cineoperatori venuti a riprenderli, l'attrice si offre di girare una scena d'amore scegliendo come partner proprio Goga.
Alla fine, quando i divi se ne vanno, Goga resta con il bacio di Mary Pickford stampato sulla guancia, cosa che gli procura una immediata popolarità: spogliato dei vestiti, inseguito, spiato in continuazione da una torma di ammiratori, Goga non ne può più. Alla fine, aiutato da Duzya (che, finalmente, gli concede la sua attenzione, visto che è diventato famoso), si lava via l'impronta del rossetto dalla guancia, facendo svenire decine di fans scioccati dal gesto. Torna così al suo vecchio lavoro nella sala cinematografica. Ma, questa volta, Duzya non si vergogna di essere accompagnata in sala dal suo corteggiatore con la divisa da maschera.

## Produzione
Il film fu prodotto dalla Mezhrabpom-Rus. Le scene della coppia Pickford/Faribanks furono girate nel luglio 1926 durante la visita in Unione Sovietica dei due celebri attori che si prestarono, a loro insaputa, alla realizzazione del film, pensando che le riprese in cui appaiono dovessero essere usate per i cinegiornali che riportavano la notizia del loro arrivo a Mosca.

## Distribuzione
Il film uscì nelle sale sovietiche il 9 settembre 1927. Copia della pellicola viene conservata negli archivi della Library of Congress, nella Mary Pickford Institute for Film Education Film Collection e in collezioni private.
Il film venne presentato al Festival di Berlino il 20 febbraio 1991. Nel 2008, fu proiettato nel corso delle Giornate del cinema muto di Pordenone; l'anno seguente, in febbraio, con l'accompagnamento musicale di Philip Carli al San Francisco Silent Film Festival.